# Susanne Hausammann
Susanne Hausammann (* 2. März 1931 in Zürich; † 31. Dezember 2021 in Wallisellen im Kanton Zürich) war eine evangelische Kirchenhistorikerin, welche der ostkirchlichen Orthodoxie stark verbunden war. Sie lehrte als Professorin an der Kirchlichen Hochschule Wuppertal.

## Leben
Hausammann wuchs in Wallisellen auf. Nach der Ausbildung zur Grundschullehrerin und erster Berufstätigkeit begann sie 1955 in Zürich ein Theologiestudium, das sie dort – nach Semestern in Bern und Bonn – 1960 mit dem Theologischen Examen abschloss.
Die Theologien von Albert Schweitzer und von Martin Werner hinterliessen bei ihr einen tiefen Eindruck. Sie arbeitete als Assistentin an den Universitäten Göttingen und Bonn, wo sie 1966 mit einer Dissertation über die Römerbriefauslegung von Heinrich Bullinger promovierte. Danach arbeitete sie als Assistentin an der Universität Erlangen, wo sie über die Busse als Umkehr und Erneuerung in der Theologiegeschichte seit dem Mittelalter forschte (1974 veröffentlicht). Diese Studie war als Habilitationsschrift geplant, aber bereits 1970 wurde sie an die Kirchliche Hochschule Wuppertal berufen und konnte daher auf eine Habilitation verzichten. Dort lehrte sie bis zu ihrer Emeritierung 1993. Dreimal war sie die Rektorin dieser Hochschule.

## Theologiegeschichte
Als Professorin für das Fach Kirchengeschichte legte sie einen Schwerpunkt auf die Theologiegeschichte. Der Nachruf durch Hellmut Zschoch hebt ihre „Fähigkeit, komplexe theologische Problemstellungen und Streitigkeiten plastisch, verständlich und auf der Grundlage ihrer stupenden Quellenkenntnis zu erläutern“, hervor. Ihre Forschungen betrafen vor allem die Theologie der Alten Kirche und der Reformatoren.
1984 gründete sie die Sozietät „Frauen im Kirchenkampf“, ein kontinuierliches Lehr- und Forschungsprojekt.

## Verbindung zur ostkirchlichen Orthodoxie
Ab den 1970er Jahren befasste sie sich intensiv mit der ostkirchlichen Orthodoxie. 1976 liess sie sich in deren sakramentale Gemeinschaft aufnehmen. Dieser Schritt löste kirchliche Irritationen aus.
Nach ihrer Emeritierung verwendete sie Studierstuben im orthodoxen Kloster in Geilnau/Lahn und in Wallisellen.

## Werke (in Auswahl)
- gemeinsam mit Sergius Heitz: Christus in euch: Hoffnung auf Herrlichkeit. Orthodoxes Glaubensbuch für Erwachsene und heranwachsende Gläubige. Düsseldorf 1982, zuletzt Wachtendonk 2017.
- Alte Kirche. Zur Geschichte und Theologie in den ersten vier Jahrhunderten, Neukirchen-Vluyn, 5 Bände, 2001‒2005.
- Wege und Irrwege zur kirchlichen Einheit im Licht der orthodoxen Tradition. Göttingen 2005, ISBN 978-3-89971-261-2
- Von Gott reden, heißt: in Bildern reden. Mythologien und begriffliche Spekulationen im frühchristlichen und byzantinischen Weltbild und die Botschaft des Fünften Ökumenischen Konzils von 553. Göttingen 2007, ISBN 978-3-89971-349-7
- Der umgeworfene Spiegel. Grundprobleme der Willensfreiheit in der orthodoxen Tradition des Ostens im Vergleich zu den Westkirchen. Neukirchen-Vluyn 2009, ISBN 978-3-7887-2348-4